# N.P (tiểu thuyết)
N.P (N・P) là tên một tiểu thuyết phát hành năm 1990 của Yoshimoto Banana.

## Cốt truyện
Tiểu thuyết bắt đầu từ tập truyện ngắn tên N.P bằng tiếng Anh của cố nhà văn Takase Sarao và lời nguyền của thiên truyện thứ 98 khiến người dịch truyện sang tiếng Nhật tự sát, trong đó có Shōji, người yêu của Kazami. Ám ảnh bởi cái chết người yêu, Kazami đã tìm đến cuốn sách và chính nó đưa cô quen được với 3 đứa con của Sarao: Saki, Otohiko và Sui - em cùng cha khác mẹ với Saki và Otohiko. Mọi chuyện bắt đầu từ đó.
N.P ở đây bắt nguồn từ tên bài hát "North Point" (Điểm Bắc) nằm trong album Islands của Mike Oldfield. 

## Nhân vật
Kanō Kazami (加納風美)
Nhân vật nữ chính xưng "tôi".
Minowa Sui (箕輪萃)
Cô gái có đời sống nội tâm phức tạp và luôn tìm kiếm hình bóng cha mình. Người yêu cũ của Shōji.
Shōji (庄司)
Người yêu cũ của Sui và là người yêu của Kazami. Tự sát khi đang dịch truyện.
Takase Saki (高瀬咲)
Con gái trưởng của nhà Takase.
Takase Otohiko (高瀬乙彦)
Con trai thứ của nhà Takase. Vướng vào mối tình với em khác mẹ của mình là Sui.
Takase Sarao (高瀬皿男)
Tác giả của tập truyện N.P bị nguyền rủa.

## Phát hành
Truyện lần đầu phát hành bên Nhật năm 1990. Năm 2006, truyện được Nhã Nam mua bản quyền, dịch bởi Lương Việt Dzũng và phát hành tại Việt Nam bởi Nhà xuất bản Đà Nẵng. Năm 2012 trở đi, truyện được tái bản và lần này phát hành bởi Nhà xuất bản Hội Nhà Văn.